# 马尔科姆·考德威尔
詹姆斯·亚历山大·马尔科姆·考德威尔（英語：James Alexander Malcolm Caldwell，1931年9月27日—1978年12月23日），英國學者及馬克思主義作家，亞洲共產主義及社會主義運動參與者，紅色高棉的支持者，常批評美國的外交政策。他在柬埔寨與波尔布特會面數小時后遇害。

## 早年生活
马尔科姆·考德威尔生於蘇格蘭，父為煤礦工人。他在諾汀罕大學和愛丁堡大學畢業後，於英國陸軍服役兩年，以中士階級退役。1959年，他在倫敦大學亞非學院出任研究員和講師。他是一名激進社會主義份子，常批評西方外交政策及資本主義經濟，尤其是美國的對外政策。他是《當代亞洲期刊》的創刊編輯，該期刊主要報導亞洲的革命運動。1978年，考德威尔是圣玛丽選區貝克斯利區席德卡普地方選舉的工黨候選人。

## 柬埔寨
考德威尔是波尔布特政權的擁護者，他常常因為为在柬埔寨发生的大屠殺辩护而受到批評。
1978年12月，他與伊丽莎白·贝克尔和理查德·达德曼三人前往柬埔寨採訪，他們是最後一批進入紅色高棉的西方記者及作者。他們的行程受到嚴格管制，不允許與外人談話。22日，考德威尔與波尔布特進行私人会谈，事後考德威尔的情緒表現得「興高采烈」，之後三人回到在柬埔寨的住處。在晚上11時，贝克尔被槍聲吵醒，她離開房間看到一名武裝的柬埔寨人用槍指著她。她跑回房間後聽到更多槍聲。一小時後，有人到她房門前告訴她考德威尔已被殺。她與达德曼到考德威尔的房間，看到考德威尔的胸口中槍，而旁邊倒臥一名柬埔寨男子，該男子可能就是用槍指著贝克尔的人。
殺害考德威尔的動機不明。安德鲁·安东尼在《观察家报》上撰文指出：“当然，一定有某种内部的参与，因为客人们都有警卫。但谁指示了这些警卫，以及他们为什么这样做，仍然是一个猜测的话题”。贝克尔说：“马尔科姆·考德威尔的死是由他公开崇拜的政权的疯狂造成的”。记者威尔弗雷德·伯切特（Wilfred Burchett）和考德威尔的一些家庭成员认为，考德威尔是在波尔布特的命令下被杀害的，可能是在两人会面时发生分歧之后。澳大利亚历史学家和考德威尔的朋友基思·温德舒特尔也持这种看法，他声称考德威尔是被“波尔布特的两个心腹”射杀的。英國記者菲利普·肖特在他書中認為此次襲擊的元兇是越南突擊隊，作為柬越戰爭的前夕的行动。
事後四名守衛被捕，其中两人被帶往红色高棉S-21集中營，经过酷刑后 "承认"，凶手是企图破坏红色高棉政权的颠覆分子，殺害考德威尔以「防止黨聚集世界各地的朋友」。
考德威尔被杀三天后，越南人入侵柬埔寨，很快结束了红色高棉政府。

## 著作
- . CND. c. 1967.
- . Oxford University Press. 1968.
- (with James Lewis Henderson). . Hamish Hamilton. 1968.
- (as editor). . Nottingham: Spokesman Books. 1972.
- . 1972.
- (with Lek Tan). . Monthly Review Press. 1973.
- . Nottingham: Spokesman Books. 1976.
- (with Umberto Melotti). . Macmillan. 1977.
- . London: Zed Books. 1977.
- (with David Elliott). . London: Zed Books. 1978.
- (with others). . Nottingham: Spokesman Books. 1978.
- (with N. Jeffrey). . Elsevier. 1978.
- (with Mohamed Amin). . Nottingham: Spokesman Books. 1978.
- (1979) Lee Kuan Yew: The Man, His Mayoralty and His Mafia.